# Catedral de Atlacomulco
La Catedral de Atlacomulco es la sede de la diócesis de Atlacomulco. Está dedicada a la Divina Providencia. Se encuentra ubicada en el municipio de Atlacomulco, que pertenece al Estado de México. Fue inaugurada en marzo de 2000 en la ciudad de Atlacomulco de Fabela.
- Datos: Q96626831
- Multimedia: Cathedral of the Divine Providence in Atlacomulco / Q96626831